# Oranje iepentakvlinder
De oranje iepentakvlinder (Angerona prunaria) is een nachtvlinder uit de familie Geometridae (spanners). Hij heeft een voorvleugellengte van 20 tot 30 millimeter. Er is sprake van seksuele dimorfie in de kleur van de vleugels: de mannetjes zijn oranje met bruin, de wijfjes lichtgeel. De rups is polyfaag op loofbomen en struiken. De jonge rups overwintert.

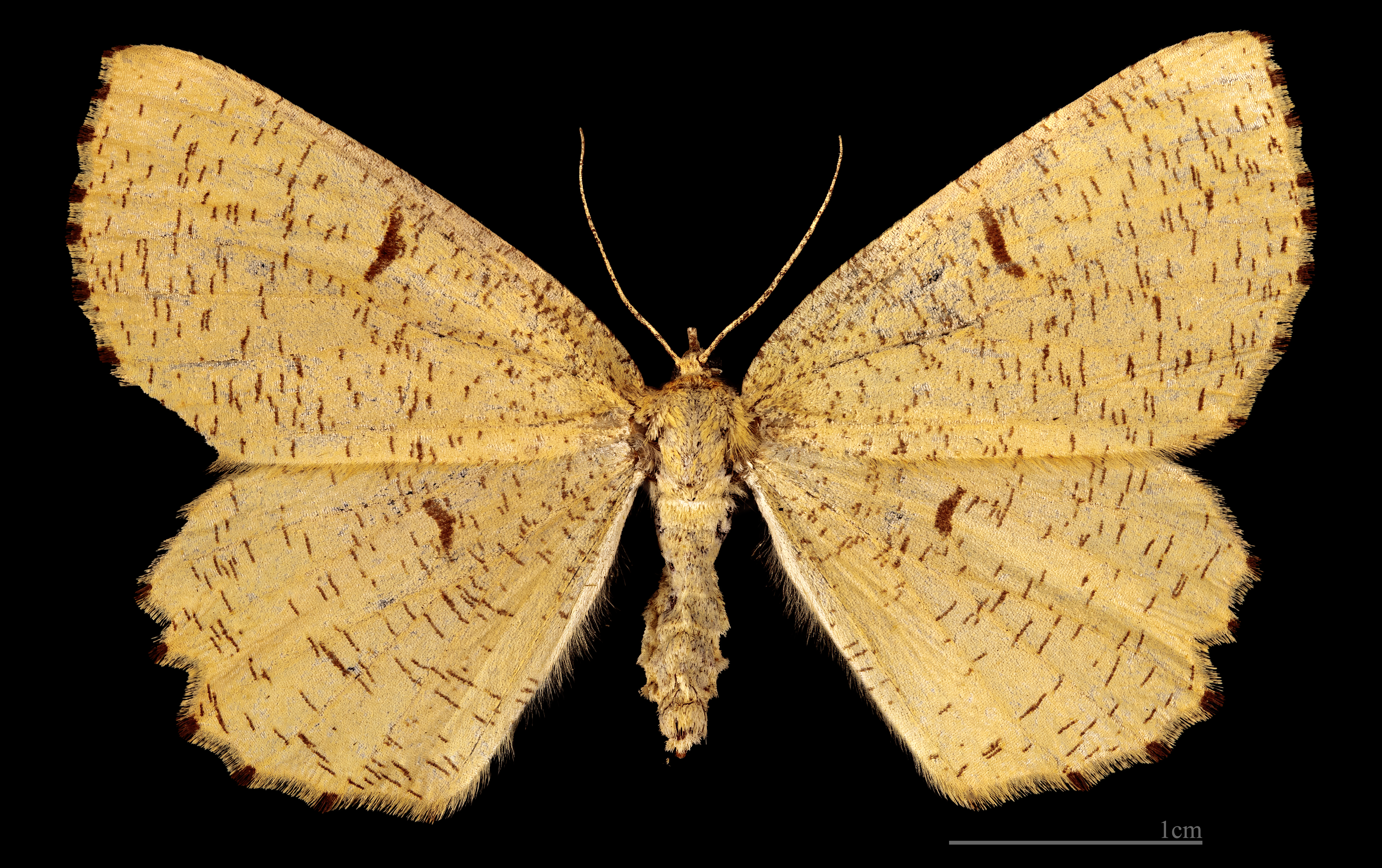
Angerona prunaria prunaria  ♀
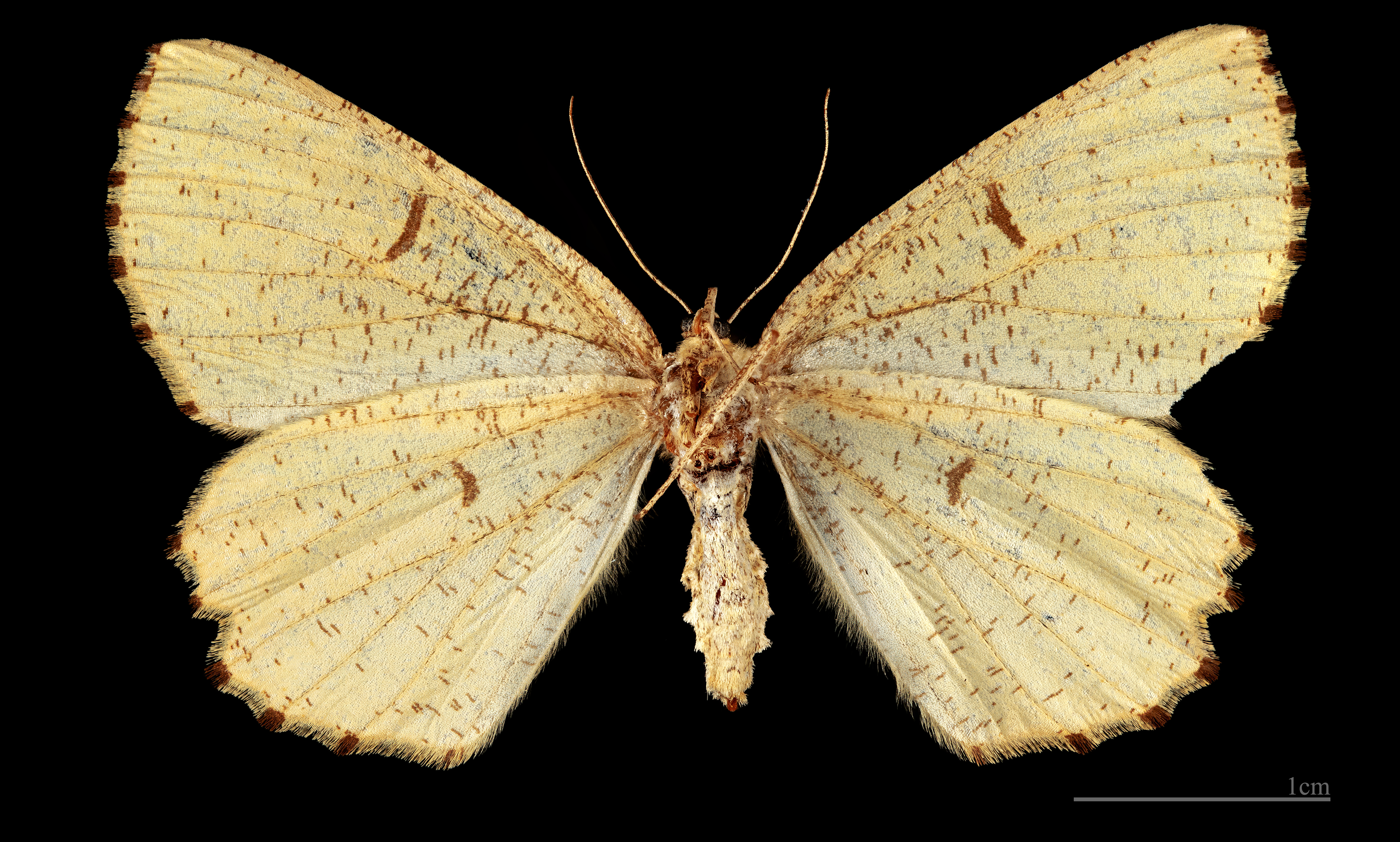
Angerona prunaria prunaria  ♀   △
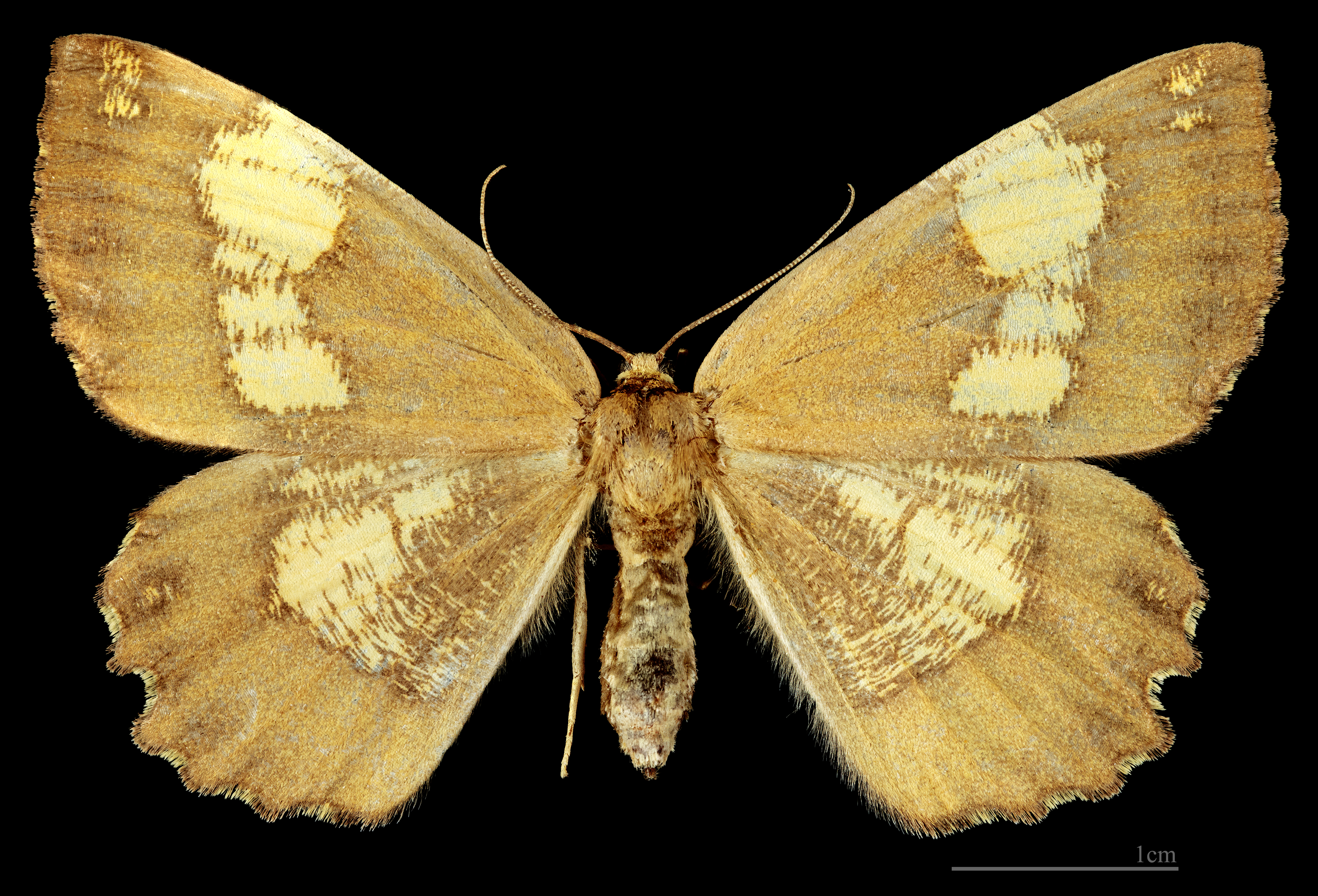
Angerona prunaria corylaria  ♀
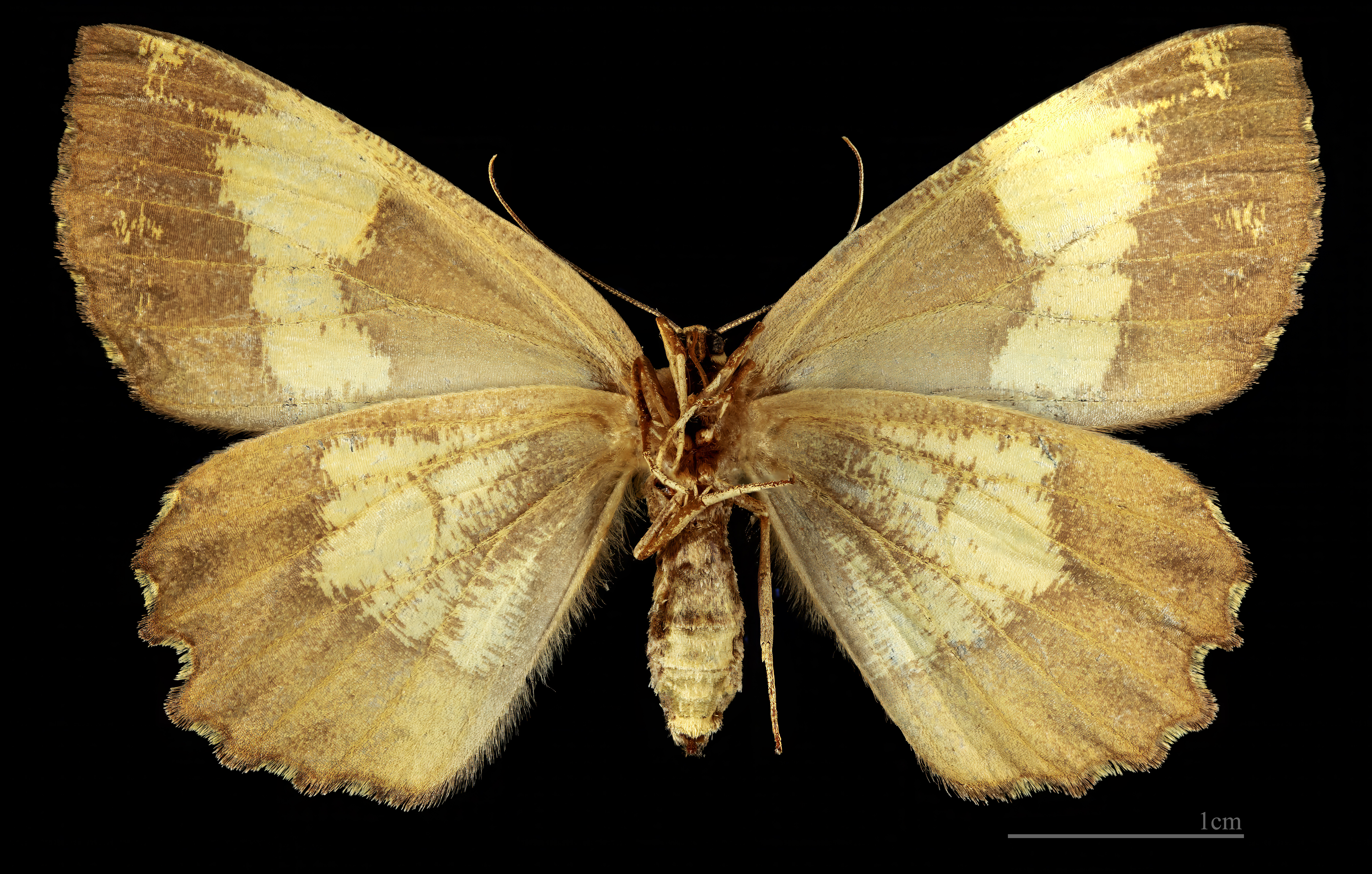
Angerona prunaria corylaria  ♀  △

Als leefgebied geeft de vlinder de voorkeur aan bomenrijke gebieden. Hij is vrij algemeen in België, zeldzaam in Nederland en komt daar vooral in het zuiden voor.
De vliegtijd is van halverwege mei tot in juli.